# Allersberg-Express

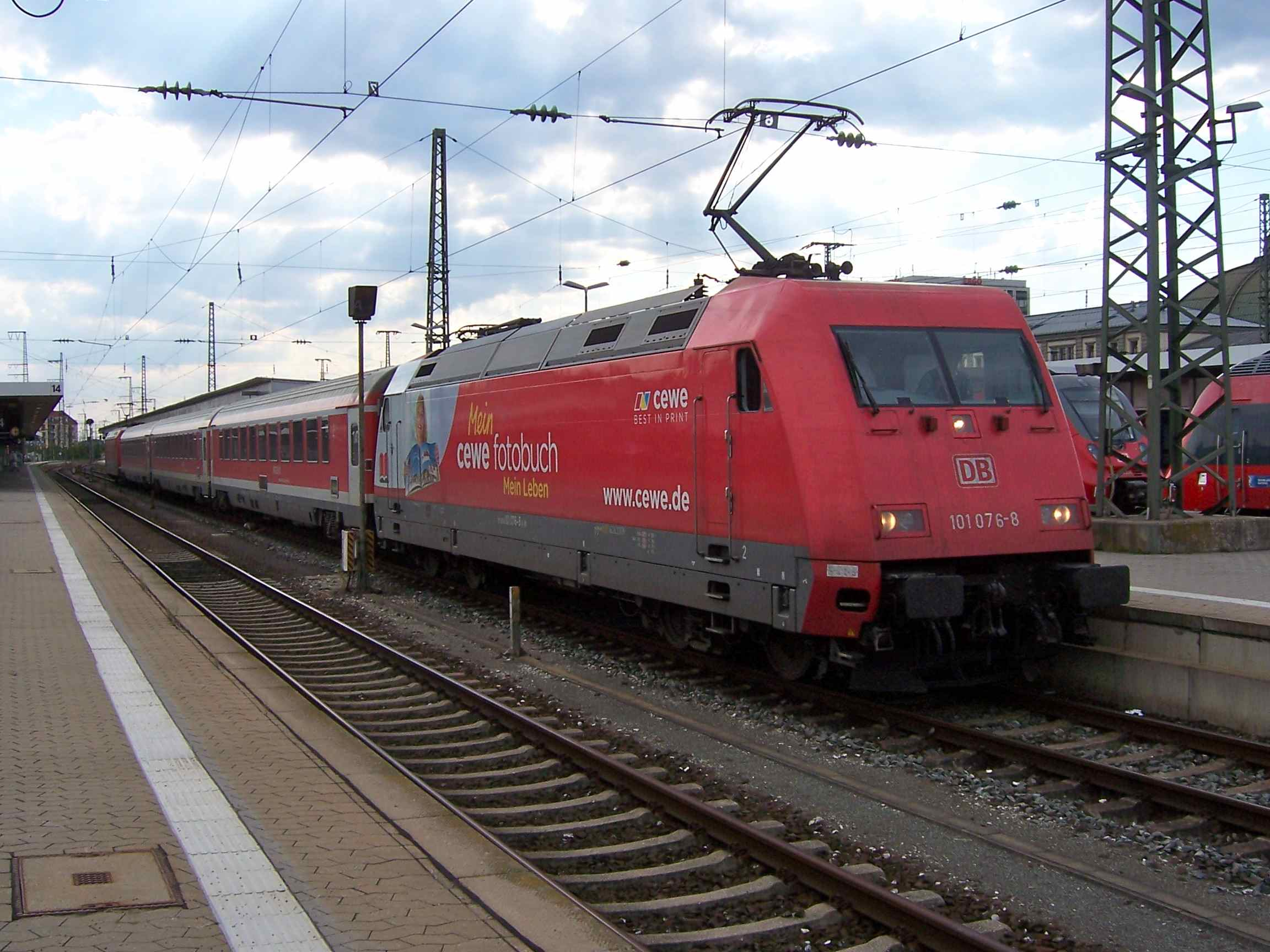
Az Allersberg-Express háromkocsis szerelvénye két DB 101 sorozatú villamosmozdony között

Az Allersberg-Express egy regionális vonat márka volt Bajorországban, mely Nürnberg és Allersberg között közlekedett a Nürnberg–München nagysebességű vasútvonalon. A szolgáltatást a Deutsche Bahn üzemeltette. A szolgáltatás 2006 december 10-én indult, egyike volt azon kevés regionális vonatoknak, melyek nagysebességű pályán közlekedtek. Ismert volt még mint R-Bahn R9 a VGN honlapján. A vonat egy ingavonat, maximális sebessége 140 km/h, a két állomás közötti 25 km-t 15 perc alatt tette meg. Allersberg állomáson hét buszjárat csatlakozott hozzá, továbbá található itt egy P+R parkoló is, ahol 286 autó és 112 kerékpárnak van férőhely.

## Menetrend
A járat hétköznap óránként járt kora reggeltől késő estig, azonban napközben néhány járat kimaradt. Hétvégén ritkábban közlekedett, összesen öt vonatpár indult.

## A szerelvény

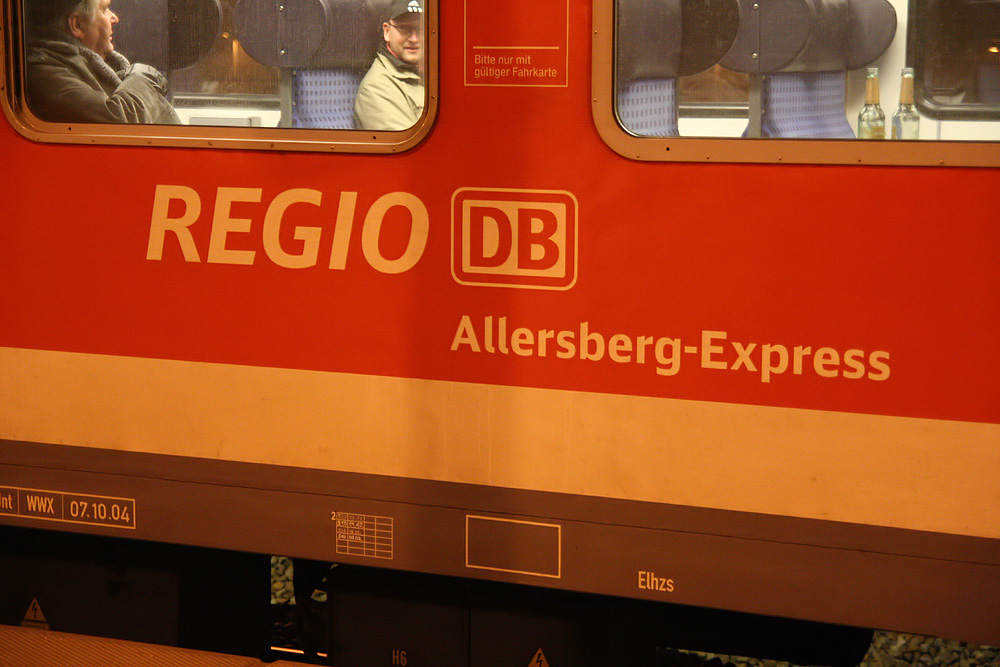
Az Allersberg-Express márkanév az egyik kocsi oldalán

A szerelvény 2006 és 2013 decembere között egy DB 111 sorozatű villamosmozdonyból és három felújított Silberling személykocsiból állt (kettő Bndrz 451.9 kocsi és egy Bnrbdzf 480.3 vezérlőkocsi). A kocsik oldalára fel van festve a márkanév is. Amikor a szolgáltatás beindult, ideiglenesen a vezérlőkocsi helyett még egy mozdony volt a vonat végén (112+Bn+Bn+Bnf+112 összeállításban). Erre azért volt szükség, mert a vezérlőkocsi nem ismerte az LZB vonatbefolyásolást.
A kocsik önműködő ajtajúak, és fel voltak szerelve elektronikus utastájékoztató rendszerrel is. A vonaton 240 másodosztályú ülőhely és 34 kerékpártároló hely volt található. A maximális sebesség 140 km/h volt.
A nap utolsó fordulóját a München-Nüremberg Expressz hatkocsis szerelvényével és a tervezett 160 km/h végsebességgel hajtották végre.
2013. december 15. után a vonatok Bpmz sorozatú IC kocsikkal és Bpmbdzf sorozatú vezérlőkocsikkal közlekedtek, akárcsak a München-Nürnberg Expressz, és amelyeket a regionális vonatok vörös színére festettek át. 2014 júliusától a vezérlőkocsit kicserélték a DB 101 sorozatú mozdonyra, így a vonat 101 + Bpmz + Bpmz + Bpmz + 101 összeállításban közlekedett, nem túl gazdaságosan.
2020 tavaszától az Alstom Coradia Continental járművei közlekednek, akárcsak a nürnbergi S-Bahn hálózaton. A vonal így integrálódott a nürnbergi S-Bahn hálózatába.

## Lásd még
- München–Nürnberg-expressz
- TER 200 - nagysebességű regionális vonat Franciaországban